# William Syer Bristowe
Pour les articles homonymes, voir Bristowe.
William Syer Bristowe est un arachnologiste britannique amateur, né le 1er septembre 1901 à Stoke d'Abernon dans le Surrey et mort le 11 janvier 1979.

## Biographie
Né dans une famille qui compte de nombreux passionnés d’histoire naturelle, dont son père, il s’intéresse très tôt à la nature et tout particulièrement aux araignées. Il commence à fréquenter Cambridge en 1920 et participe, durant la période des vacances en 1921 et 1923, à des expéditions scientifiques sur l’île de Jan Mayen dans le nord de l’Atlantique et dans le centre du Brésil. Ces voyages lui permettent de faire paraître ses deux premiers articles sur les araignées. Blessé durant un match de rugby en 1924, il échoue à ses examens.
Il entre alors chez Brunner Mond qui sera plus tard acheté par l’Imperial Chemical Industries. Il y restera jusqu’en 1962, date de son départ à la retraite. Il dirige notamment le service du personnel durant quatorze ans. Son travail lui permet de se rendre en Malaisie, en Thaïlande et en Indonésie. Ces voyages lui permettent d’y étudier la faune et il redécouvre ainsi l’araignée primitive Liphistius desultor (qui n’avait pas été vue depuis 1875) où il observe les mœurs des araignées du genre Desis.
Il fait paraître une importante série d’articles intitulés Notes on the biology of spiders dans lesquels il aborde, d’une façon claire et passionnante, le comportement des araignées, notamment de cours et d’accouplement. Il s’intéresse également à la taxinomie et critique dans Classification of spiders (1938) la classification suivie par Alexander Petrunkevitch (1875-1964).
Deux livres contribuent grandement à la popularisation de l’étude des araignées, il s’agit de The Comity of Spiders (deux volumes, 1939 et 1941 et The World of Spiders (illustré par Arthur Smith, 1958). Il innove et est l’un des premiers à aborder l’écologie des araignées.

## Source
- George Hazelwood Locket et A.Frank Millidge (1979), William Syer Bristowe (1901-1979), Bulletin of the British Arachnological Society. 4 (8) : 361-365 (article qui donne la liste des travaux de W.S. Bristowe).